# Municipio de Clinton (condado de Macomb)
El municipio de Clinton (en inglés: Clinton Township) es un municipio ubicado en el condado de Macomb en el estado estadounidense de Míchigan. En el año 2010 tenía una población de 96796 habitantes y una densidad poblacional de 1.317,39 personas por km².

## Geografía
El municipio de Clinton se encuentra ubicado en las coordenadas 42°35′25″N 82°55′1″O / 42.59028, -82.91694. Según la Oficina del Censo de los Estados Unidos, el municipio tiene una superficie total de 73.48 km², de la cual 72.77 km² corresponden a tierra firme y (0.96%) 0.7 km² es agua.

## Demografía
Según el censo de 2010, había 96796 personas residiendo en el municipio de Clinton. La densidad de población era de 1.317,39 hab./km². De los 96796 habitantes, el municipio de Clinton estaba compuesto por el 82.08% blancos, el 13.04% eran afroamericanos, el 0.28% eran amerindios, el 1.79% eran asiáticos, el 0.03% eran isleños del Pacífico, el 0.61% eran de otras razas y el 2.17% pertenecían a dos o más razas. Del total de la población el 2.37% eran hispanos o latinos de cualquier raza.